# روبرت نايلور
روبرت نايلور هو ممثل كندي، ولد في 6 يوليو 1996 بمونتريال في كندا.

## أعمال

### أفلام
- (2011) المخلدون[5][6]

### مسلسلات
- كونك إنسان

## وصلات خارجية
- روبرت نايلور على موقع IMDb (الإنجليزية)
- روبرت نايلور على موقع قاعدة بيانات الفيلم (الإنجليزية)